# 하경덕
하경덕(河敬德, 1897년~1951년)은 일제강점기와 대한민국의 최초의 사회학자·언론인이다. 본관은 진양(晉陽)이다.

## 생애
전북 익산에서 출생하였다. 1913년 전주 신흥학교 1915년 평양 숭실중학교를 거쳐 1925년 미국 하버드 대학에서 사회학을 전공하였다. 1928년 동 대학에서 박사 학위를 받고 이듬해 귀국하였다. 1931년 연희전문학교 교수를 지냈으며, ‘흥사단’에 가입하여 독립운동과 후배 양성에 힘을 기울였다. 광복 후 《코리아 타임스》를 창간하여 사장에 취임하였고 서울신문사·합동통신사의 사장을 지냈다. 그 후 종합잡지 《신천지》를 발행하였다. 이어 1948년 인도에서 개최된 ‘범아 문화 대회’에 대한민국 대표로 참가하였다. 1950년 6·25전쟁 중 미 국무성의 특별 촉탁으로 일본 도쿄 연합군 최고사령부에 있다가 이듬해 도쿄 병원에서 사망하였다.